# Bagno Wizna
Bagno Wizna este o arie protejată (arie de protecție specială avifaunistică — SPA) din Polonia întinsă pe o suprafață de 14.470,97 ha, integral pe uscat.

## Localizare
Centrul sitului Bagno Wizna este situat la coordonatele 53°09′04″N 22°26′39″E / 53.151°N 22.4441°E.

## Înființare
Situl Bagno Wizna a fost declarat arie de protecție specială avifaunistică în noiembrie 2008 pentru a proteja 42 de specii de animale.

## Biodiversitate
Situată în ecoregiunea continentală, aria protejată nu include niciun habitat protejat.
La baza desemnării sitului se află mai multe specii protejate de  păsări (42): pitulice de apă (Acrocephalus paludicola), pescăruș albastru (Alcedo atthis), rață cârâitoare (Anas querquedula), fâsă-de-câmp (Anthus campestris), acvilă țipătoare mică (Aquila pomarina), ciuf de câmp (Asio flammeus), buhai de baltă (Botaurus stellaris), buha (Bubo bubo), fugaci de țărm (Calidris alpina), caprimulg (Caprimulgus europaeus), chirighiță-cu-obraz-alb (Chlidonias hybridus), chirighiță-cu-aripi-albe (Chlidonias leucopterus), chirighiță neagră (Chlidonias niger), barză albă (Ciconia ciconia), barză neagră (Ciconia nigra), șerpar (Circaetus gallicus), erete de stuf (Circus aeruginosus), erete cenușiu (Circus pygargus), cristeiul de câmp (Crex crex), ciocănitoare cu spate alb (Dendrocopos leucotos), ciocănitoarea de stejar (Dendrocopos medius), ciocănitoare neagră (Dryocopus martius), presură de grădină (Emberiza hortulana), muscar (Ficedula parva), Gallinago media, cocor (Grus grus), codalb (Haliaeetus albicilla), sfrâncioc roșiatic (Lanius collurio), sfrânciocul cu frunte neagră (Lanius minor), pescăruș mic (Larus minutus), ciocârlie de pădure (Lullula arborea), gaia roșie (Milvus milvus), culic mare (Numenius arquata), viespar (Pernis apivorus), bătăuș (Philomachus pugnax), ciocănitoare verzuie (Picus canus), cresteț cenușiu (Porzana parva), cresteț pestriț (Porzana porzana), ciocântors (Recurvirostra avosetta), chiră mică (Sterna albifrons), chiră de baltă (Sterna hirundo), silvie porumbacă (Sylvia nisoria).